# Церковь Рождества Пресвятой Богородицы (Ванадзор)
Церковь Рождества Пресвятой Богородицы — храм Ереванско-Армянской епархии Русской православной церкви, расположенный в армянском городе Ванадзор.

## История
Храм построен архитектором А. Померанцевым во время царствования Николая II и освящён в честь его небестного покровителя Николая Чудотворца в 1895 году
В советские годы в храм был закрыт и в нем в разные периоды были: кинотеатр, спортзал, музей. 
Ровно через 100 лет от начала строительства в 1993 году храм был вновь освящен в честь Рождества Пресвятой Богородицы и в нём были возобновлены богослужения.

## Галерея
- Внутреннее убранство храма
- Царские врата
- Икона с частицами мощей  Собор Оптинских старцев
- Почтовая марка. Совместный выпуск Российской Федерации и Республики Армения. К 30-летию установления дипломатических отношений и 25-летию Договора о дружбе, сотрудничестве и взаимной помощи. Архитектура.

## Духовенство
Настоятелем храма на сегодняшнее время является — Иеромонах Галактион.